# Asteia angustipennis
Asteia angustipennis är en tvåvingeart som beskrevs av Oswald Duda 1934. Asteia angustipennis ingår i släktet Asteia och familjen smalvingeflugor. Inga underarter finns listade i Catalogue of Life.